# Thomas Bigliel
Thomas Andreas Bigliel (* 9. Februar 1986 in Chur; heimatberechtigt in Disentis/Mustér) ist ein Schweizer Politiker (FDP). Er ist Mitglied des Bündner Kantonsparlaments.

## Ausbildung und Beruf
Bigliel absolvierte eine Ausbildung als Konstrukteur und wechselte anschliessend in den Journalismus. Er war unter anderem als Geschäftsführer der Transparenz-Plattform Politnetz.ch tätig.
Im Jahre 2013 erreichte Bigliel nationale Bekanntheit, als er dem Ständerat mehrere Fehler im Abstimmungsablauf nachweisen konnte (siehe auch: Stöckligate-Kontroverse). Aufgrund des öffentlichen Drucks entschied sich der Ständerat, nicht mehr per Handerheben abzustimmen und unterstützte eine parlamentarische Initiative zur Einführung einer elektronischen Abstimmungsanlage. Ein ähnliches grosses Echo löste Bigliel mit der regelmässigen Publikation einer Abwesenheitsliste aus, die erstmals die Fehlzeiten der einzelnen Nationalratsmitglieder festhielt und in der Folge zu einer Erhöhung der Anwesenheitsdisziplin führte. Später war Bigliel auch als Redaktor für die Pendlerzeitung «20 Minuten» tätig.
Bigliel besitzt einen Abschluss als dipl. Techniker / Ing. EurEta. Er ist Preisträger des Grimme Online Awards.

## Politik
2008 trat Bigliel in den Bündner Jungfreisinn ein, den er zwischen 2009 und 2014 als Generalsekretär und später als Präsident leitete. 2009 wurde er in den Vorstand der FDP Fünf Dörfer gewählt und war massgeblich an der Einführung eines Ethikunterrichts an Bündner Schulen beteiligt. Seit 2018 ist er Präsident der FDP Landquart und Mitglied des Grossen Rats des Kantons Graubündens.

## Familie
Die Bigliels sind eine alte Bündner Familie, die im 17. Jahrhundert zeitweise eine zentrale Rolle in der Politik des Grauen Bunds spielte. Das höchste Amt des Bundes war dasjenige des Landrichters, der jeweils alle zwei Jahre neu gewählt wurde. Die Wappen der 72 Landrichter des Grauen Bundes sind im Landrichtersaal des Cuort Ligia Grischa festgehalten; darunter auch das Familienwappen der Bigliels.